# 1142 Aetolia
1142 Aetolia è un asteroide della fascia principale. Scoperto nel 1930, presenta un'orbita caratterizzata da un semiasse maggiore pari a 3,1802066 UA e da un'eccentricità di 0,0889084, inclinata di 2,10115° rispetto all'eclittica.
Il suo nome fa riferimento alla regione dell'Etolia, in Grecia.